# Геворгян, Самвел Володяевич
Самве́л Володяевич Геворгя́н (арм. Սամվել Վոլոդյայի Գևորգյան; 2 октября 1948, село Заринджа, Талинский район, Армянская ССР — 17 июня 2014, Ереван) — депутат парламента Армении, старший брат Жирайра Геворгяна.
- 1965—1970 — Ереванский государственный университет. Филолог.
- 1971—1972 — работал учителем в селе Базмаберд Талинского района.
- 1972—1973 — работал в газете «Аштарак».
- 1973—1989 — редактор в телерадиокомитете Армянской ССР, начальник отдела главной редакции информации.
- 1989—1991 — работал в качестве редактора в газете «Айк». Член комитета «Карабах».
- С декабря 1988 по май 1989 — был арестован вместе с другими членами комитета «Карабах».
- 1990—1991 — депутат Верховного совета Армянской ССР. Член постоянной комиссии по вопросам утверждения государственной независимости и национальной политики. Беспартийный.
- 1991—1993 — председатель общественного телевидения и радио Армении.
- 1993—1995 — советник президента Армении.
- 1995—1999 — депутат парламента. Член постоянной комиссии по обороне, национальной безопасности и внутренним делам. Член правления «АОД».

17 июня 2014 года, после тяжелой и продолжительной болезни в возрасте 66 лет Самвел Геворгян скончался.